# Mawtini
"Mawtini Arhivat în 3 februarie 2007, la Wayback Machine." (Țara mea) este imnul național al Irakului. Imnul a fost adoptat în 2004, scris de Ibrahim Touqan pe muzica lui Walid Georges Gholmieh. După căderea regimului lui Saddam Hussein, Irakul a selectat un nou imn național. "Mawtini", de asemenea un cântec folk popular în lumea arabă (și imnul neoficial al Statului Palestina), a fost compus de același compozitor ca și fostul imn însă a fost scris mai devreme. Autorul textului a scris de asemenea și cel al imnului neoficial Palestinian.

## Transcriere
Mawtini Mawtini
Al jalalu wal jamalu
Wess sana'u wal baha'u fi rubak, fi rubak
Wal hayatu wan najatu
Wal hana'u war raja'u fi hawak, fi hawak
Hal Arak Hal Arak
2x Saliman munaaman
Wa ghaniman mukarraman
Hal Arak Hal Arak
Fi 'ulak Fi 'ulak
Tablughu ssimak Tablughu ssimak
Mawtini Mawtini
Mawtini Mawtini
Ashababu Lay yakilla
Hammahu an tastaqilla aw yabid aw yabid
Tanstaqi minar rada
Walan nakuna lil'ida kal'abid kal'abid
La Nurid La Nurid
2x Dhullana al mu'abbada
Wa ayshanal munakkada
La nurid La nurid
bal nu'id bal nu'id
Majdanaat talid Majdanaat talid
Mawtini Mawtini
Mawtini Mawtini
Al husamu wal yara'u
Lal kalam wan niza'u ramzuna ramzuna
Majduna wa'ahduna
Wa wajibun ilal wafa yahuzzuna yahuzzuna
'izzuna 'izzuna
2x Ghayatun tusharrifu
Wa rayatun turafrifu
Ya hanak Ya hanak
Fi 'ulak Fi 'ulak
Qahiran 'idak Qahiran 'idak
Mawtini Mawtini

## Traducere
Țara mea
Țara mea
Glorie și frumusețe
Sublimul și simpaticul
Sunt în dealurile tale
Viață și eliberare
Plăcere și speranță
Sunt în atmosfera ta
Te văd eu?
Siguranță și conform
Sunet și onoare
Te văd eu?
În eminența ta
Ajungând la stele
Țara mea
Țara mea